# Jelok (Kaligesing)
Jelok is een bestuurslaag in het regentschap Purworejo van de provincie Midden-Java, Indonesië. Jelok telt 892 inwoners (volkstelling 2010).